# Auguste Mercier

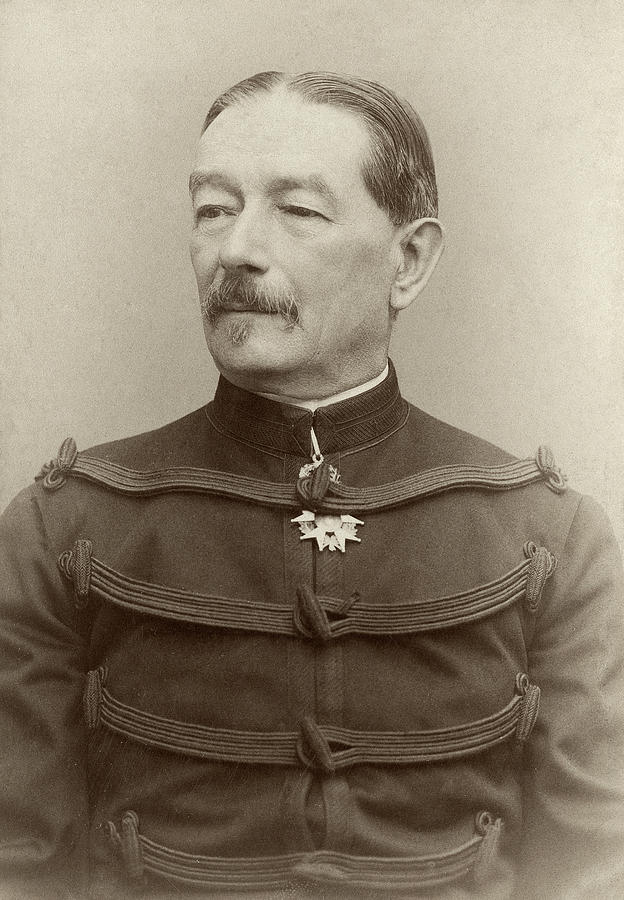
Auguste Mercier

Auguste Mercier (8 de diciembre de 1833-3 de marzo de 1921), general y político francés, alumno de la Escuela Politécnica y oficial de artillería.
Sirvió en México y combatió durante la guerra franco-prusiana de 1870 con el grado de capitán en Metz. General de brigada en 1884, fue luego director de los servicios administrativos de la Guerra (1888) y comandante del 18.º cuerpo del ejército (1893). Nombrado ministro de Guerra en el gobierno de Casimir-Perier (1893-1894), conservó dicha cartera en el gobierno de Dupuy (1894-1895). En 1894 llevó ante un consejo de guerra por el cargo de alta traición, al capitán Alfred Dreyfus. Al abandonar el ministerio pasó a mandar el 4.º cuerpo del ejército (1895) y pasó a reserva en 1898. Ferviente nacionalista, en 1900 fue elegido senador por la región del Loira inferior.
- Datos: Q766801
- Multimedia: Auguste Mercier / Q766801